# Organizační oddělení ústředního výboru Komunistické strany Číny
Organizační oddělení ústředního výboru Komunistické strany Číny (čínsky v českém přepisu Čung-kuo kung-čchan-tang čung-jang wej-jüan-chuej cu-č’-pu, pchin-jinem Zhōngguó Gòngchǎndǎng Zhōngyāng Wěiyuánhuì Zǔzhībù, znaky zjednodušené 中国共产党中央委员会组织部, tradiční 中國共產黨中央委員會組織部) je složka aparátu ústředního výboru KS Číny zodpovědná za personální politiku strany. S odděleními publicity (dříve propagandy), mezinárodním oddělením a oddělením jednotné fronty patří k nejvýznamnějším složkám centrálního stranického aparátu.
Organizační oddělení ÚV se zabývá řízením lidských zdrojů strany na celostátní úrovni, vede evidenci a spisy a provádí hodnocení stranických funkcionářů a potenciálních kandidátů na významná místa ve stranickém aparátu, ale i státních orgánech a organizacích. Ve spolupráci s organizačními odděleními výborů regionálních stranických organizací koordinuje obsazování vedoucích funkcí na provinční a místní úrovni.  

## Vedoucí organizačního oddělení ÚV
V seznamu jsou uvedeni vedoucí organizačního oddělení ústředního výboru, případně jeho předchůdců, a výborů a komisí, které organizační oddělení v některých obdobích zastoupily.
| Jméno             | Od            | Do            | Poznámky, další stranické funkce (v době výkonu funkce) |
| ----------------- | ------------- | ------------- | --- |
| Čang Kuo-tchao    | červenec 1921 | červen 1923   | člen (2.) ústředního výkonného výboru |
| Mao Ce-tung       | květen 1924   | leden 1925    | člen (3.) ústředního výkonného výboru |
| Čchen Tu-siou     | leden 1925    | duben 1927    | generální tajemník ústředního výkonného výboru |
| Čang Kuo-tchao    | duben 1927    | červenec 1927 | člen (5.) politbyra ÚV |
| Li Wej-chan       | srpen 1927    | září 1927     | člen prozatímního politbyra ÚV a jeho stálého výboru |
| Luo I-nung        | září 1927     | leden 1928    | od listopadu 1927 jako vedoucí organizačního byra ÚV, člen prozatímního politbyra ÚV a od listopadu 1927 jeho stálého výboru                                             |
| Čou En-laj        | leden 1928    | únor 1930     | do července 1928 jako vedoucí organizačního byra ÚV, člen prozatímního politbyra ÚV a jeho stálého výboru, od července 1928 člen (6.) politbyra ÚV a jeho stálého výboru |
| Siang Jing        | listopad 1928 | ?             | jako úřadující vedoucí člen (6.) politbyra ÚV a jeho stálého výboru |
| Siang Čung-fa     | únor 1930     | srpen 1930    | jako vedoucí organizačního byra ÚV |
| Čou En-laj        | únor 1930     | březen 1930   | jako úřadující vedoucí organizačního byra ÚV, člen (6.) politbyra ÚV a jeho stálého výboru                                                                               |
| Li Li-san         | březen 1930   | srpen 1930    | jako úřadující vedoucí organizačního byra ÚV, člen (6.) politbyra ÚV a jeho stálého výboru                                                                               |
| Čou En-laj        | září 1930     | leden 1931    | člen (6.) politbyra ÚV a jeho stálého výboru |
| Kchang Šeng       | leden 1931    | březen 1931   | |
| Li Ču-šeng        | březen 1931   | prosinec 1931 | jako úřadující vedoucí kandidát (6.) ÚV (od září 1931) |
| Kchang Šeng       | prosinec 1931 | 1932          | jako vedoucí organizačního byra ÚV, člen prozatímního politbyra ÚV |
| Chuang Li         | 1932          | 1932          | |
| Kchung Jüan       | 1932          | leden 1933    | jako vedoucí organizačního byra ÚV |
| Žen Pi-š’         | leden 1933    | březen 1933   | člen (6.) politbyra ÚV |
| Li Wej-chan       | březen 1933   | listopad 1935 | jako vedoucí organizačního byra kandidát (6.) ÚV (od ledna 1934), člen (6.) ÚV (od ledna 1935)                                                                           |
| Čou En-laj        | listopad 1935 | 1935          | jako vedoucí organizačního byra člen (6.) politbyra ÚV a jeho sekretariátu                                                                                               |
| Li Wej-chan       | 1935          | září 1936     | jako vedoucí organizačního oddělení Severozápadního byra ÚV člen (6.) ÚV                                                                                                 |
| Čang Wen-tchien   | září 1936     | říjen 1936    | jako úřadující vedoucí pověřen celkovým řízením ÚV |
| Kuo Chung-tchao   | říjen 1936    | únor 1937     | jako úřadující vedoucí |
| Čchin Pang-sien   | únor 1937     | prosinec 1937 | člen (6.) politbyra ÚV a jeho sekretariátu |
| Čchen Jün         | prosinec 1937 | březen 1944   | funkci nevykonával od března 1943, zastupován Pcheng Čenem, člen (6.) politbyra ÚV a jeho sekretariátu                                                                   |
| Pcheng Čen        | březen 1944   | duben 1953    | do srpna 1945 jako úřadující vedoucí člen (7.) politbyra ÚV (od června 1945)                                                                                             |
| Žao Šu-š’         | duben 1953    | duben 1954    | člen (7.) ÚV |
| Teng Siao-pching  | duben 1954    | listopad 1956 | člen (7.) ÚV, od dubna 1955 i politbyra, od září 1956 generální tajemník ÚV                                                                                              |
| An C’-wen         | listopad 1956 | srpen 1966    | člen (8.) ÚV |
| Nie Ťi-feng       | srpen 1966    | ?             | jako vedoucí pracovní skupiny organizačního oddělení |
| Ču Kuang          | ?             | ?             | jako vedoucí pracovní skupiny organizačního oddělení |
| Jang Š’-žung      | ?             | říjen 1967    | jako úřadující vedoucí organizačního oddělení |
| Kuo Jü-feng       | říjen 1967    | srpen 1973    | jako vedoucí pracovní skupiny organizačního oddělení |
| Kchang Šeng       | listopad 1970 | prosinec 1975 | jako vedoucí skupiny ÚV pro organizaci a propagandu člen (10.) politbyra ÚV a jeho stálého výboru, od 1973 i místopředseda ÚV                                            |
| Kuo Jü-feng       | srpen 1973    | prosinec 1977 | vedoucí ústřední vedoucí skupiny organizačního oddělení (do června 1975)                                                                                                 |
| Chu Jao-pang      | prosinec 1977 | prosinec 1978 | člen (11.) ÚV |
| Sung Žen-čchiung  | prosinec 1978 | únor 1983     | člen (11.) ÚV, od února 1980 tajemník ÚV |
| Čchen Jie-pching  | únor 1983     | duben 1984    | člen Ústřední poradní komise KS Číny |
| Čchiao Š’         | duben 1984    | červenec 1985 | kandidát sekretariátu ÚV |
| Wej Ťien-sing     | červenec 1985 | květen 1987   | kandidát, od září 1985 člen (12.) ÚV |
| Sung Pching       | květen 1987   | prosinec 1989 | člen (13.) politbyra ÚV a od června 1989 jeho stálého výboru |
| Lü Feng           | prosinec 1989 | říjen 1994    | od října 1992 člen (14.) ÚV |
| Čang Čchüan-ťing  | říjen 1994    | březen 1999   | |
| Ceng Čching-chung | březen 1999   | říjen 2002    | kandidát (15.) politbyra ÚV a tajemník ÚV |
| Che Kuo-čchiang   | říjen 2002    | říjen 2007    | člen (16.) politbyra ÚV a tajemník ÚV |
| Li Jüan-čchao     | říjen 2007    | listopad 2012 | člen (17.) politbyra ÚV a tajemník ÚV |
| Čao Le-ťi         | listopad 2012 | říjen 2017    | člen (18.) politbyra ÚV a tajemník ÚV |
| Čchen Si          | říjen 2017    | duben 2023    | do října 2022 člen (19.) politbyra ÚV a tajemník ÚV |
| Li Kan-ťie        | duben 2023    | v úřadě       | člen (20.) politbyra ÚV a tajemník ÚV |